# I Might Be Wrong: Live Recordings
I Might Be Wrong: Live Recordings é um "mini álbum" gravado ao vivo da banda Radiohead, lançado a 12 de Novembro de 2001.
É um EP com oito faixas gravadas ao vivo, sete faixas do álbum Kid A e Amnesiac,  e uma nunca lançada num álbum de estúdio até o lançamento do álbum A Moon Shaped Pool, "True Love Waits", interpretada com uma guitarra acústica pelo vocalista Thom Yorke.
No Metacritic, o álbum conta com uma nota de 76/100, indicando críticas "geralmente favoráveis". O crítico da Rolling Stone Jonah Weiner descreveu-o como "explosivamente cru", elogiando a performance "tortuosa e insular" de "Idioteque" e os vocais "lindamente arrepiantes" de Yorke em "Like Spinning Plates".

## Faixas
1. "The National Anthem" – 4:57
2. "I Might Be Wrong" – 4:52
3. "Morning Bell" – 4:14
4. "Like Spinning Plates" – 3:47
5. "Idioteque" – 4:24
6. "Everything in Its Right Place" – 7:42
7. "Dollars and Cents" – 5:13
8. "True Love Waits" – 5:02